# Neuroblastoma
Neuroblastoma é um tipo de cancro que se forma em determinados tipos de tecido nervoso. Geralmente forma-se nas glândulas suprarrenais, mas pode também ter início no pescoço, peito, abdómen ou coluna vertebral. Os sintomas mais comuns são dor óssea, um nódulo no abdómen, pescoço ou peito, ou um nódulo indolor por baixo da pele.
Em alguns casos o nauroblastoma deve-se a uma mutação genética herdada de um dos pais (Translocação do gene NMyc com amplificação do mesmo). Não se observaram fatores ambientais envolvidos. O diagnóstico assenta numa biópsia aos tecidos envolvidos. Em alguns casos a doença pode ser observada numa ecografia durante a gravidez. No momento de diagnóstico, o cancro geralmente já se espalhou para outras partes do corpo. O cancro divide-se em grupos de baixo, médio ou alto risco, de acordo com a idade da criança, estádio e aparência do cancro.
O tratamento e prognóstico dependem do grupo de risco da pessoa. As opções de tratamento mais comuns são vigilência, cirurgia, radioterapia, quimioterapia ou transplante de medula óssea. A doença de baixo risco em bebés geralmente tem prognóstico positivo apenas com cirurgia ou simples vigilância. No entanto, em grupos de alto risco a taxa de sobrevivência a cinco anos é de apenas 49%, mesmo com tratamento agressivo.
O neuroblastoma é o cancro mais comum em bebés e o terceiro cancro mais comum em crianças, atrás apenas da leucemia e do tumor cerebral. A doença afeta 1 em cada 7000 crianças em algum momento da vida. Cerca de 90% dos casos ocorrem em crianças com menos de cinco anos de idade, sendo rara em adultos. Entre as mortes por cancro em crianças, cerca de 15% são causadas por neuroblastomas. A doença foi descrita pela primeira vez no século XIX.